# NÖLB 1
Die Dampflokomotivreihe NÖLB 1 war eine zweiachsige Tenderlokomotivreihe der Niederösterreichischen Landesbahnen (NÖLB).

## Geschichte
Die NÖLB beschafften neun dieser kleinen Tenderlokomotiven für den Betrieb ihrer 1903 eröffneten Strecken.
Sie wurden zuerst mit 100–105, ab 1905 als 1.01–09 bezeichnet.
Die 100 wurde gebraucht von der Baufirma Münz gekauft, die folgenden direkt bei Krauss in Linz bestellt.
Sie besorgten den leichten Streckendienst und führten dabei sowohl Güter- als auch Personenzüge. Auf ebener Strecke konnten sie eine Anhängelast von 620 Tonnen mit 25 km/h ziehen, auf einer Steigung von 20 ‰ waren es noch 130 t bei 10 km/h. Die Lokomotiven kamen auf der Lokalbahn Gänserndorf–Mistelbach, der Lokalbahn Siebenbrunn–Engelhartstetten–Orth, Willendorf–Neunkirchen, Freiland–Türnitz sowie der steigungsreichen Strecke Korneuburg–Hohenau zum Einsatz.
Als die BBÖ die NÖLB 1922 übernahmen, wurden die neun Maschinen als 184.01–09 eingereiht und meist im Verschub in Hütteldorf eingesetzt. Lokomotive 1.04 kam 1929 als Werkslok zur Stieglbrauerei nach Salzburg.
1938 übernahm die Deutsche Reichsbahn noch drei Exemplare als 88.001–003.
Nach dem Zweiten Weltkrieg verblieb der ÖBB nur mehr eine Maschine, die ehemalige NÖLB 1.05, BBÖ 184.05 und DR 88.003, die sie nun als 88.01 bezeichnete und erst 1968 endgültig ausmusterte.
Während die 88.01 im Eisenbahnmuseum Strasshof erhalten blieb, befindet sich die ehemalige 1.04 (später als Stiegl 1 bezeichnet) heute bei den Nostalgiebahnen in Kärnten.

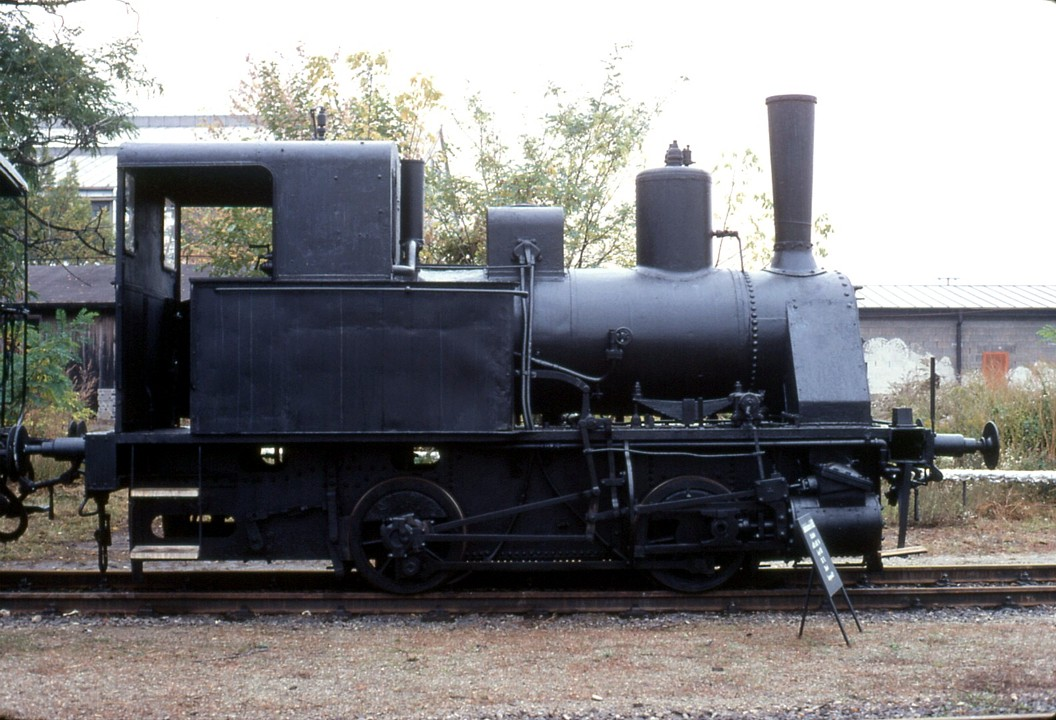
Seitenansicht der Lok 88.01
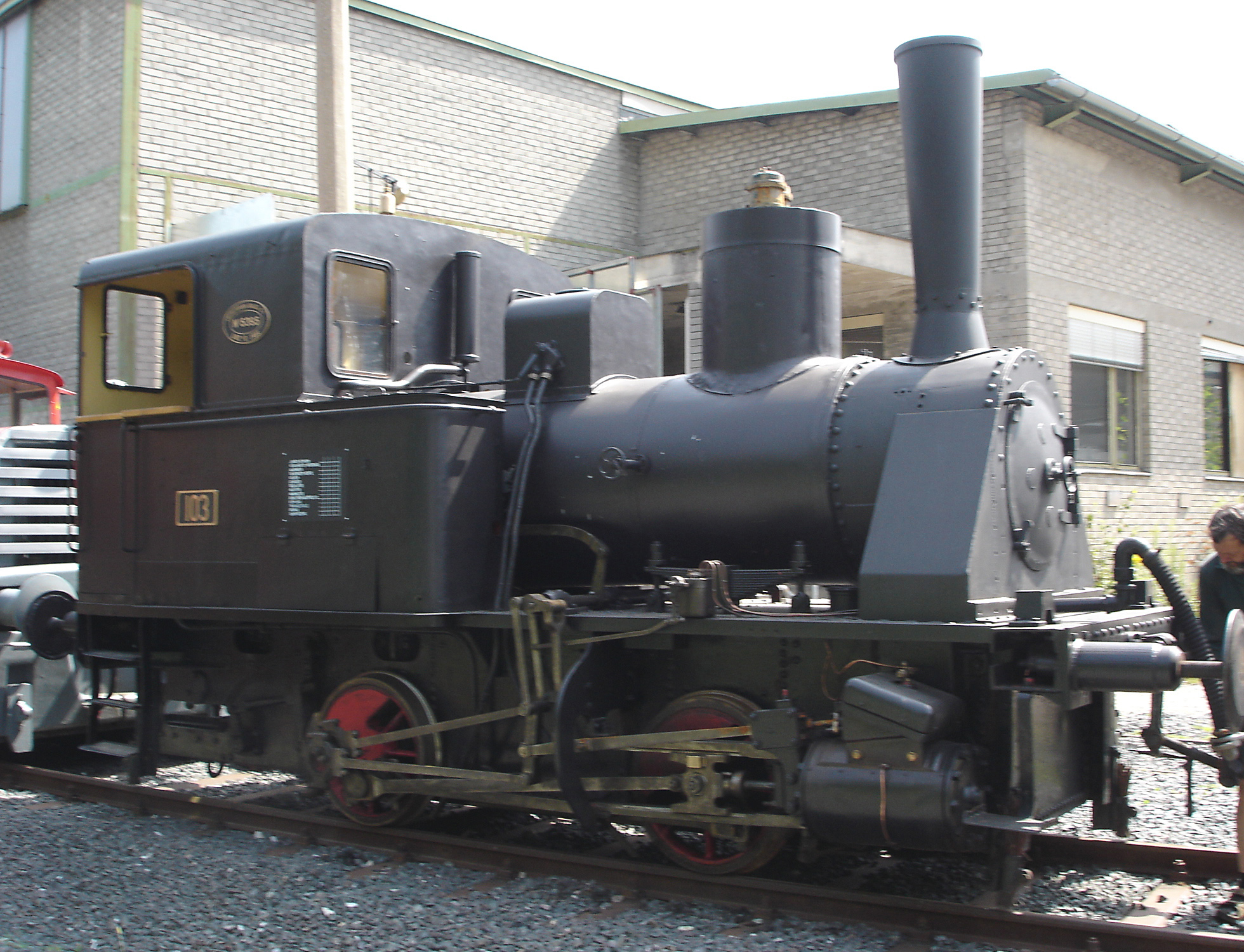
Lok 1.04 im Historama Ferlach (2005)